# Riccia capillata
Riccia capillata là một loài rêu trong họ Ricciaceae. Loài này được Schmidel mô tả khoa học đầu tiên năm 1793.
Danh pháp khoa học của loài này chưa được làm sáng tỏ. 